# Protoptila misionensis
Protoptila misionensis är en nattsländeart som beskrevs av Oliver S. Flint Jr. 1972. Protoptila misionensis ingår i släktet Protoptila och familjen stenhusnattsländor. Inga underarter finns listade i Catalogue of Life.